# Иво Голдштајн
Иво Голдштајн (хрв. Ivo Goldstein; Загреб, 16. март 1958), хрватски историчар и јеврејски верски службеник.

## Биографија
Иво Голдштајн је завршио основну школу у родном граду, класичну гимназију и једнопредметне студије историје (1979). Од 1980. године асистент је на одсеку за историју загребачког филозофског факултета. На истом факултету прошао је сва звања од асистента, преко вишег асистента, доцента, ванредног и редовног професора. Магистрирао је 1984. (Historiografski kriteriji Prokopija iz Cezareje), а докторирао 1988 (Bizant na Jadranu od Justinijana I do Bazilija II /6-9. stoljeće/).
Иво Голдштајн је направио обрт у научној каријери променом матичне научне дисциплине. До 2003. године био је шеф катедре за општу историју средњег века, а исте године напушта професуру на наведеној катедри и постаје професор хрватске историје 20. века. Предмет научног интереса Голдштајна су византологија, хрватска историја раног средњег века, и историја Јевреја у Хрватској. Дао је неколико публицистичких синтеза целокупне историје Хрватске. Радови о новијој хрватској историји оптерећени су често дневнополитичким кретањима. У радовима о новијој хрватској историји и српско-хрватским односима стоји на линији хрватске историографије која оптужује српску политичку елиту за тзв. великосрпство. Пропагира у својим радовима број жртава концентрационог логора у Јасеновцу на 80 до 100 хиљада жртава (Ivo Goldstein, Hrvatska povijest, 21. том едиције Povijest загребачког дневника Јутарњи лист, Загреб 2008, pp. 498). Највећи квалитет историографског рада дао је делима посвећеним историји Јевреја у Хрватској.
Иво Голдштајн је председник јеврејске верске заједнице „Beth Israel“ са седиштем у Загребу. Активан је у политичком и културном животу Хрватске као интелектуалац близак хрватском председнику Стјепану Месићу.

## Одабрана дела
- Goldstein, Ivo (1985). „O Tomislavu i njegovom vremenu”. Radovi Instituta za hrvatsku povijest. Zagreb. 18: 23—55.
- Goldstein, Ivo (1989). „O etnogenezi Hrvata u ranom srednjem vijeku”. Migracijske teme. 5 (2-3): 221—227.
- Goldstein, Ivo (1992). Bizant na Jadranu od Justinijana I. do Bazilija I. Zagreb: Zavod za hrvatsku povijest.
- Goldstein, Ivo (1995). Hrvatski rani srednji vijek. Zagreb: Novi Liber.
- Goldstein, Ivo (1996). „Županije u ranom srednjem vijeku u Hrvatskoj”. Hrvatske županije kroz stoljeća. Zagreb: Školska knjiga. стр. 9—20.
- Goldstein, Ivo (1999). Croatia: A History (1. изд.). London: Hurst & Company.
  - Goldstein, Ivo (2001) [1999]. Croatia: A History (2. изд.). London: McGill-Queen's University Press.
- Goldstein, Ivo (2000). „How the Byzantines made use of the Adriatic Sea in the War against the Ostrogoths in 535-555”. Зборник радова Византолошког института. 38 (1999-2000): 49—59.
- Goldstein, Ivo; Goldstein, Slavko (2001). Holokaust u Zagrebu. Zagreb: Židovska općina Zagreb.
- Goldstein, Ivo (2003). Hrvatska povijest (1. изд.). Zagreb: Novi Liber.
- Goldstein, Ivo (2004). Židovi u Zagrebu 1918-1941. Zagreb: Novi Liber.
- Goldstein, Ivo (2005). „The Boundary on the Drina: The meaning and development of the mythologem”. Myths and Boundaries in South-Eastern Europe. London: Hurst & Company. стр. 77—105.
- Goldstein, Ivo; Grgin, Borislav (2006). Europa i Sredozemlje u srednjem vijeku. Zagreb: Novi Liber.
- Goldstein, Ivo (2006). „Ustaška ideologija o Hrvatima muslimanske vjere i odgovor u časopisu Handžar”. Radovi Zavoda za hrvatsku povijest. Zagreb. 38: 259—277.
- Goldstein, Ivo (2008). Hrvatska 1918-2008. Zagreb: Europapress.
- Goldstein, Ivo (2010). Dvadeset godina samostalne Hrvatske. Zagreb: Novi Liber.
- Goldstein, Slavko; Goldstein, Ivo (2011). Jasenovac i Bleiburg nisu isto. Zagreb: Novi Liber.
- Goldstein, Ivo (2011). Zagreb 1941-1945. Zagreb: Novi Liber.
- Goldstein, Slavko; Goldstein, Ivo (2016). Jasenovac: Tragika, mitomanija, istina. Zaprešić: Fraktura.
- Goldstein, Ivo; Goldstein, Slavko (2016). The Holocaust in Croatia. Pittsburgh: University of Pittsburgh Press.
- Goldstein, Ivo (2018). Jasenovac (1. изд.). Zagreb-Jasenovac: Javna ustanova Spomen-područje Jasenovac.
  - Goldstein, Ivo (2019) [2018]. Jasenovac (2. изд.). Novi Sad: Akademska knjiga.
- Goldstein, Ivo (2021). Hrvatska 1990. – 2020. Godine velikih nada i gorkih razočaranja. Zagreb: Profil.
- Goldstein, Ivo (2022). Antisemitizam u Hrvatskoj od srednjega vijeka do danas. Zaprešić: Fraktura.